# Deadman Switch (Stargate SG-1)
Deadman Switch (Intercambio en Latinoamérica, El Cazarrecompensas en España) es el séptimo episodio de la tercera temporada de la serie de televisión de ciencia ficción Stargate SG-1, y el quintuagesimo primer capítulo de toda la serie.

## Trama
Mientras explora, el SG-1 es atrapado por Aris Boch, un humano cazador de recompensas que trabaja para los Goa'uld. Después de desarmarlos, los encarcela en su nave Tel'tak camuflada. Aunque Boch estaba cazando a otra persona, él está feliz de haber capturado al famoso SG-1. Él se va, pero regresa pronto, herido en un hombro y le pide a Carter que lo ayude
Le dice luego al SG-1 que él está cazando a un Goa'uld llamado Kel'tar, que estaba tramando en contra de Sokar. Este Señor del Sistema ofreció así una alta recompensa por su captura. Él entonces presiona a O'Neill y a Daniel para capturar a Kel'tar, mientras que Carter y Teal'c permanecen encerrados en la nave. Fuera de la nave, Aris le da a Jack un Zat con el cual buscar, pero el Coronel le dispara inmediatamente al cazador.
O’Neill y Daniel entonces vuelven a la nave, planeando volarla al planeta más cercano con un Portal. Sin embargo al hacer esto, accionan un mecanismo de autodestrucción que no pueden detener (puesto que Carter y Teal'c todavía están encerrados). Sin embargo, este resulta ser otro de los juegos mentales de Boch, que vuelve y desactiva la autodestrucción. Entonces él revela que gracias a su armadura es inmune a los Zat.
Después de esto, Boch le cuenta a Carter más sobre su especie. Debido a que su raza no podía ser anfitriona de simbiontes, los Goa'uld la destruyeron e hicieron a los sobrevivientes esclavos. Boch también dice que un día él desea poder liberar a su hijo. 
En tanto, el SG-1 captura al Goa'uld que Boch buscaba, pero este resulta ser un Tok'ra llamado Korra. Él revela al equipo que Boch no es un criado leal a los Goa'uld sino más bien, es dependiente de una sustancia llamada roshnah, que solamente los Goa'uld pueden producir. Él también les dice que la historia del hijo de Boch es una mentira. Cuando el equipo intenta huir, Boch prepara otra trampa, usando a Carter como señuelo y al final logra capturarlos.
El SG-1 le revela entonces que el Goa'uld a quién buscaba es en realidad un Tok'ra y que debe dejarlo ir. Sin embargo, Bosh solo acepta hacerlo luego de que Teal'c se ofrece en reemplazo del Tok'ra. Ambos parten después en el Tel'tak a encontrarse con Sokar, pero en el camino la nave explota. No obstante, Bosch y Teal'c han escapado usando las vainas de escape. Resulta que Bosch decidió engañar a Sokar, haciéndole creer que su nave se destruyó debido a un “mal funcionamiento”.
Al final, Bosch le da a Carter una muestra del roshnah, con la esperanza de que un día su raza este libre de ella. Después él los deja para intentar encontrar a un nuevo amo a quien servir, dado que Sokar eventualmente descubrirá sobre su traición.

## Artistas invitados
- Sam J. Jones como Aris Boch.
- Mark Holden como el Tok'ra Korra.